# Warren Kamanzi
Pour les articles homonymes, voir Kamanzi.
Warren Kamanzi, né le 11 novembre 2000 à Namsos en Norvège, est un footballeur norvégien, qui joue au poste d'arrière droit au Toulouse FC.

## Biographie

### En club
Né à Namsos en Norvège, Warren Kamanzi est formé au Rosenborg BK. Il signe son premier contrat professionnel avec le club le 3 août 2020. Il joue son premier match en professionnel le 27 août 2020, lors d'une rencontre qualificative pour la Ligue Europa 2020-2021, contre le Breiðablik Kópavogur. Il entre en jeu à la place de Vegar Eggen Hedenstad et son équipe s'impose par quatre buts à deux.
Le 10 janvier 2022, Warren Kamanzi s'engage en faveur du Tromsø IL. 
Kamanzi marque son premier but pour le Tromsø IL le 19 mai 2022, à l'occasion d'un match de coupe de Norvège face au Ishavsbyen FK (en). Titulaire dans un rôle de piston gauche ce jour-là, il délivre trois passes décisives en plus de son but, dont deux pour Runar Norheim qui est l'auteur d'un triplé. Tromsø l'emporte par huit buts à zéro.
Annoncé dès le mois de décembre 2022 au Toulouse FC, Warren Kamanzi rejoint officiellement le club le 2 janvier 2023.
Il joue son premier match pour le TFC le 8 janvier 2023, lors d'une rencontre de coupe de France contre le Lannion FC. Il est titularisé et son équipe s'impose par sept buts à un.

### En sélection
Originaire du Rwanda, Warren Kamanzi est approché par l'équipe nationale du Rwanda en septembre 2022 mais il privilégie alors la sélection norvégienne. Il est alors convoqué pour la première fois avec l'équipe de Norvège espoirs et joue son premier match avec cette sélection le 24 septembre 2022 contre la Suisse. Il est titularisé au poste d'arrière gauche et son équipe l'emporte par trois buts à deux ce jour-là.
Le 11 novembre, Warren Kamanzi est retenu avec l’équipe A de Norvège. Initialement non convoqué, le latéral droit de 24 ans rejoint finalement la sélection en tant que remplaçant de David Møller Wolfe

## Palmarès
Avec le Toulouse FC, Warren Kamanzi remporte la Coupe de France 2022-2023 face au FC Nantes. Il est également finaliste du Trophée des champions en 2023.

## Statistiques
| Saison                | Club                   | Championnat           | Championnat | Championnat | Championnat | Coupe(s) nationale(s) | Coupe(s) nationale(s) | Coupe(s) nationale(s) | Supercoupe | Supercoupe | Supercoupe | Compétition(s) continentale(s) | Compétition(s) continentale(s) | Compétition(s) continentale(s) | Compétition(s) continentale(s) | Total | Total | Total |
| Saison                | Club                   | Division              | M.          | B.          | P.d.        | M.                    | B.                    | P.d.                  | M.         | B.         | P.d.       | Comp.                          | M.                             | B.                             | P.d.                           | M.    | B.    | P.d.  |
| 2020                  | Rosenborg BK           | Eliteserien           | -           | -           | -           | -                     | -                     | -                     | -          | -          | -          | C3                             | 1                              | 0                              | 0                              | 1     | 0     | 0     |
| 2021                  | Ranheim Fotball (prêt) | 1. divisjon           | 19          | 2           | 2           | 3                     | 0                     | 1                     | -          | -          | -          | -                              | -                              | -                              | -                              | 22    | 2     | 3     |
| 2022                  | Tromsø IL              | Eliteserien           | 28          | 4           | 3           | 3                     | 1                     | 3                     | -          | -          | -          | -                              | -                              | -                              | -                              | 31    | 5     | 6     |
| Sous-total            | Sous-total             | Sous-total            | 47          | 6           | 5           | 6                     | 1                     | 4                     | 0          | 0          | 0          | -                              | 1                              | 0                              | 0                              | 54    | 7     | 9     |
| 2022-2023             | Toulouse FC            | Ligue 1               | 11          | 0           | 0           | 4                     | 0                     | 1                     | -          | -          | -          | -                              | -                              | -                              | -                              | 15    | 0     | 1     |
| 2023-2024             | Toulouse FC            | Ligue 1               | 24          | 0           | 3           | 2                     | 0                     | 0                     | 1          | 0          | 0          | C3                             | 6                              | 0                              | 0                              | 33    | 0     | 3     |
| Sous-total            | Sous-total             | Sous-total            | 35          | 0           | 3           | 6                     | 0                     | 1                     | 1          | 0          | 0          | -                              | 6                              | 0                              | 0                              | 48    | 0     | 4     |
| Total sur la carrière | Total sur la carrière  | Total sur la carrière | 82          | 6           | 8           | 12                    | 1                     | 5                     | 1          | 0          | 0          | -                              | 6                              | 0                              | 0                              | 101   | 7     | 13    |